# Processa brasiliensis
Processa brasiliensis is een garnalensoort uit de familie van de Processidae. De wetenschappelijke naam van de soort is voor het eerst geldig gepubliceerd in 1979 door Christoffersen.